# Civita Castellana
Civita Castellana là một thị xã thuộc tỉnh Viterbo, 65 km về phía bắc của Roma.
Mount Soracte nằm khoảng 10 km về phía đông nam.
Thị xã có phế tích lâu đài Paterno là nơi ngày 23 tháng 1 năm 1002, hoàng đế Otto III qua đời ở tuổi 22.